# 1976 en volley-ball
| Années du volley-ball : 1973 - 1974 - 1975 - 1976 - 1977 - 1978 - 1979    |
| Décennies du volley-ball : 1940 - 1950 - 1960 - 1970 - 1980 - 1990 - 2000 |

Cet article présente les faits marquants de l'année 1976 en volley-ball.

## Évènements

### Jeux olympiques et paralympiques
- Volley-ball aux Jeux olympiques d'été de 1976